# Edge of Darkness
Edge of Darkness är en amerikansk långfilm från 2010 i regi av Martin Campbell, med Mel Gibson, Ray Winstone, Danny Huston och Bojana Novakovic i rollerna.
Filmen bygger på en BBC-serie från 1985 med samma namn. Det här är Mel Gibsons första huvudroll på film sedan Signs från 2002.

## Handling
När mordutredaren Thomas Craven utreder sin egen aktivistdotters död upptäcker han inte bara hennes hemliga dubbelliv utan även en mörkläggningsaffär på regeringsnivå. Han snubblar in i en FBI-historia som omfattar hemlighetsmakeri och undanröjande av bevis och händelser.

## Rollista
| Mel Gibson        | – Thomas Craven                |
| Ray Winstone      | – Darius Jedburgh              |
| Danny Huston      | – Jack Bennett                 |
| Bojana Novakovic  | – Emma Craven                  |
| Shawn Roberts     | – Burnham                      |
| David Aaron Baker | – Millroy                      |
| Jay O. Sanders    | – Det. Whitehouse              |
| Denis O'Hare      | – Moore                        |
| Damian Young      | – Senator Jim Pine             |
| Caterina Scorsone | – Melissa                      |
| Frank Grillo      | – Agent One                    |
| Wayne Duvall      | – Chief of Police              |
| Gbenga Akinnagbe  | – Detective Darcy Jones        |
| Gabrielle Popa    | – Young Emma                   |
| Paul Sparks       | – Northampton Police Detective |